# Third-Bridge-Gitarre

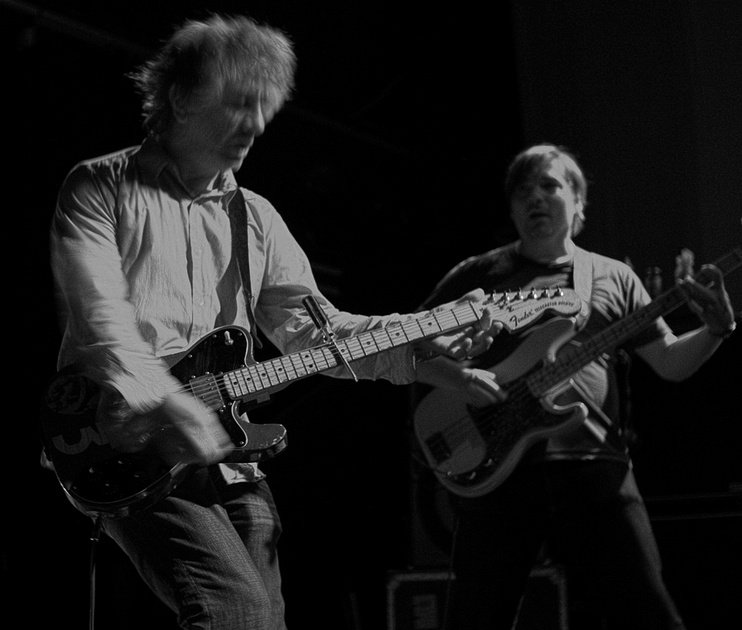
Lee Ranaldo, Sonic Youth mit einem Schraubenzieher unter den Saiten einer Fender Telecaster Deluxe

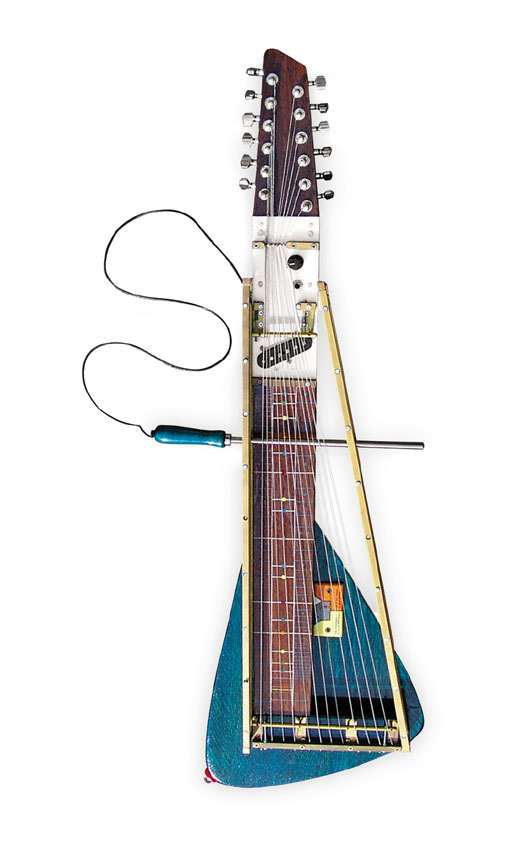
Moodswinger, Yuri Landman, Holland für Liars

Eine Third-Bridge-Gitarre ist eine präparierte Gitarre oder präparierte Zither mit einem dritten Steg.

## Funktionsweise
Der dritte Steg teilt die Saiten in zwei Teile. Je nachdem, wo die Saite gezupft wird, erklingt zusätzlich ein glockenartiger Oberton. Die Saitenschwingung wird beim Anschlagen des oberen Saitenteils in Abhängigkeit von der Position des beweglichen Stegs verstärkt. An den Knotenpunkten schwingt die Saite verstärkt, zum Beispiel ergibt eine Saitenteilung von 1:2 einen klaren Oberton.

## Musikbeispiele
- Bull in the Heather, Sonic Youth – Experimental Jetset and No Star
- Goodmorning Captain, Slint – Spiderland (auch auf Kids Soundtrack)
- The World Looks Red, Sonic Youth – Confusion is Sex

## Interpreten
Das Spiel auf Third-Bridge-Gitarren wurde zunächst von Gitarristen wie Hans Reichel, Keith Rowe, Fred Frith und Glenn Branca entwickelt, später z. B. von Brian Molko genutzt.